# County Sligo
Sligo (Iers: Sligeach) is een graafschap in Ierland in de provincie Connacht in het westen van het eiland. Het heeft een oppervlakte van 1836 km² en een inwoneraantal van 65.393 (2011).
De naam Sligeach betekent "een gebied met veel schelpen".
De dichter en Nobelprijswinnaar W.B. Yeats (1865-1939) bracht een groot gedeelte van zijn jeugd door in Noord-Sligo. Het landschap van het graafschap, en dan met name het eiland Innisfree in Lough Gill, was een inspiratie voor veel van zijn gedichten. Ook Bing Crosby had in 1952 een top 3-hit met The Isle Of Innisfree.
Sligo is de hoofdstad van de county met 19.199(2016) inwoners.
Op Ierse nummerborden wordt het graafschap afgekort tot SO.

## Demografie volkstelling 2016
|                  | Totaal | %     |
| ---------------- | ------ | ----- |
| Ieren            | 55.593 | 86,21 |
| anders blank     | 4.895  | 7,59  |
| onbekend         | 1.474  | 2,29  |
| Aziaten          | 985    | 1,53  |
| overige          | 596    | 0,92  |
| zwarten          | 555    | 0,86  |
| Travellers       | 386    | 0,69  |
| Totaal blank     | 60.874 | 94,40 |
| Totaal inwoners: | 64.484 | 100   |

## Plaatsen
| Engels            | Iers                     | Inwoners |
| ----------------- | ------------------------ | -------- |
| Achonry           | Achadh Conaire           | 1.100    |
| Aclare            | Áth an Chláir            | 309      |
| Ballaghnatrillick | Béal Átha an Trí Liag    | -        |
| Ballinafad        | Béal an Átha Fada        | -        |
| Ballymote         | Baile an Mhóta           | 1.229    |
| Ballysadare       | Baile Easa Dara          | 1.534    |
| Beltra            | Béal Trá                 | -        |
| Castlebaldwin     | Béal Átha na gCarraigíní | -        |
| Collooney         | Cúil Mhuine              | 1.797    |
| Coolaney          | Cúil Áine                | 167      |
| Easky             | Iascaigh                 | 239      |
| Enniscrone        | Inis Crabhann            | 1.291    |
| Grange            | An Ghráinseach           | 586      |
| Rosses Point      | An Ros                   | 744      |
| Sligo             | Sligeach                 | 20.608   |
| Strandhill        | An Leathros              | 1.002    |
| Tubbercurry       | Tobar an Choire          | 1.171    |

## Geboren in County Sligo
- Eva Gore-Booth (1870-1926), schrijver en activist
- Neil Jordan (1950), filmregisseur